# 아름방송네트워크
주식회사 아름방송네트워크는 대한민국의 경기도 성남시의 케이블 TV 사업자이다. 1997년 설립되었으며, 디지털케이블TV와 초고속인터넷, 인터넷전화 서비스를 제공하고 있다. 지역채널 0번과 직사채널 100번을 직접 송출하고 있으며,  대표적인 지역채널 프로그램은 ABN뉴스프로그램, 예능프로그램, 시사교양프로그램 등이 있으며, 해마다 다큐멘터리와 지역축제 등 다양한 프로그램을 자체 제작해 방송하고 있다.

## 연혁
- 1997년 7월 21일 (주)한국케이블TV 성남방송 설립
- 2001년 4월 (주)아름방송 네트워크로 상호 변경
- 2002년 1월 사옥 이전(경기도 성남시 분당구 정자동 23-3)
- 2003년 3월 초고속 인터넷 서비스 실시
- 2005년 10월 방송 가입자 30만 돌파
- 2005년 12월 분당구 전지역 자체관로 구축
- 2005년 12월 별정통신 2호 사업자격 획득
- 2006년 6월 디지털 방송시스템 구축완료
- 2006년 6월 방송 가입자 33만, 인터넷 가입자 7만돌파
- 2006년 7월 기간통신사업자 자격 획득
- 2006년 7월 디지털방송 상용서비스 실시
- 2007년 4월 시사주간지 'ABN Weekly' 창간
- 2007년 8월 ABN 홈페이지 전면 개편
- 2007년 9월 성남상공회의소와 MOU체결
- 2007년 9월 '학교자랑 솜씨자랑' 수상작품집 발간
- 2007년 10월 박상영 대표이사 취임
- 2007년 12월 제1회 아름방송배 골프대회
- 2008년 1월 인터넷 100메가 서비스 상용화 실시
- 2008년 1월 성남소재 초·중학교 결식 학생 3억 5천만원 지원
- 2008년 3월 성남시와 BIS 시스템 구축을 위한 선로 및 회선제공에 대한 계약체결
- 2009년 1월 사회복지공동모금회 선정, 보건복지가족부 장관상 수상(이웃돕기 유공자 포상)
- 2009년 4월 한국일보 주최 제7회 대한민국 서비스만족대상 수상
- 2009년 5월 10일 제1회 탄천사랑 아름방송 걷기대회 개최
- 2009년 6월 아름방송, 성남교육청과 성남어린이 영어기자단 발족
- 2009년 7월 13일 제2회 아름방송배 아마추어 자선 골프대회
- 2009년 9월 제1회 패밀리락 페스티벌
- 2009년 12월 이웃돕기 성금모금 방송 '희망2010 무한감동 특별생방송' 주관 및 생중계
- 2009년 12월 성남방송고등학교 산학협력 MOU체결 및 방송발전기금 7천만원 지원
- 2010년 1월 무한감동 사업 2억 5천만원 지원
- 2010년 2월 (사)한국인공지반녹화협회 주최, 인공지반 녹화상 수상 (아름방송)
- 2010년 5월 8일 ~ 5월 9일 제2회 패밀리락 페스티벌개최
- 2010년 10월 성남방송고등학교ㆍ경원대학교 산학협력 공동협약식 체결
- 2010년 11월 8일 제3회 아름방송배 아마추어 골프대회 개최
- 2010년 12월 KCTA 제7회 SO우수프로그램 시상식 PD상 수상
- 2011년 3월 성남시자원봉사센터 협약식 체결
- 2011년 4월 분당소방서 협약식 체결
- 2011년 5월 21일 제12회 성남시 자원봉사 박람회 공동주관
- 2011년 5월 성남 어린이 착한장터 공동주최
- 2011년 6월 경기정원문화대상 장려상 수상(본사사옥 아름동산)
- 2011년 7월 제1기 아름방송 여성봉사단 발대식
- 2011년 10월 1일 ~ 10월 2일 제1회 아름방송 당구최강전 개최
- 2011년 10월 22일 ~ 10월 23일 제3회 패밀리 락 페스티벌 개최
- 2011년 12월 신구대학교 협약식 체결
- 2011년 12월 연말 3원 특별 생방송 ‘희망 2012’
- 2012년 3월 사랑의열매와 함께하는 'The 착한가게 캠페인'
- 2012년 5월 제2기 아름방송 여성봉사단 발대식
- 2012년 6월 분당경찰서 협약식 체결
- 2012년 9월 15일 제13회 성남시 자원봉사 박람회 공동주관
- 2012년 10월 7일 제4회 패밀리 락 페스티벌 개최
- 2012년 11월 성남시, 성남시사회적기업협의회 협약식 체결
- 2012년 11월 국방홍보원 협약식 체결
- 2012년 11월 성남시한마음복지관 협약식 체결
- 2013년 4월 제1기 중학생기자단 출범 및 제5기 어린이영어기자단 운영
- 2013년 9월 13회 성남시 자원봉사 박랍회 공동주관
- 2013년 11월 성남시 한마음 복지관 협약시 체결과 국방홍보원 협약식 체결
- 2014년 4월 제2기 중학생기자단 및 제6기 어린이영어기자단 운영부
- 2014년 12월 성남시 초·중학교(101개) 대상 장학금 기부
- 2015년 3월 굿네이버스 공익영상 캠페인 방송 및 후원금 기부
- 2015년 4월 성남시 행복드림통장 후원금 기부
- 2016년 1월 기가 인터넷 개발 및 서비스
- 2016년 5월 제4기 중학생 기자단 및 제8기 어린이 영어기자단 운영
- 2017년 5월 제5기 중학생 기자단 및 제9기 어린이 영어기자단 운영
- 2017년 11월 베트남 탱화성 TTV 업무협약 체결

## 논란
ABN 아름방송이 2011년 12월 종합편성채널 개국 당시 SBS CNBC, KBS 프라임(현재는 KBS W가 이 대열에 사용중), MBC 라이프(현 MBC ON)를 일방적으로 제외하던 당시 KT가 아름방송을 상대로 행정처분 소송을 걸기 위해 수원지방법원에 이의제기를 신청한 것으로 발단하였다. 그러나 KBS Prime, SBS CNBC, MBC 라이프의 채널 복구를 무시하면 지상파 계열 케이블 송출을 모두 중단한다고 발표하였다는 통보까지도 있었다. 사건이 발단되었던 결과, 2012년 1월 13일자로 아날로그 케이블 방송에 SBS 계열 PP 4개 채널과 공익채널에서 탈락된 한국직업방송의 송출 중단(대체 채널은 홈스토리, 생활건강TV, 북TV, 드라마큐브, 육아방송)을 카드로 꺼내는 벌칙이 적용되었다. 하지만 2015년 정기 채널 개편이 이루어질 때 아날로그 CATV를 기준으로 SBS의 계열 케이블 채널 5개가 공영홈쇼핑인 공영쇼핑(구.아임쇼핑)의 신설과 함께 부활되었으며, 그 외에도 펀TV, 큐브TV, 트렌디도 신설되어 SBS 계열 PP의 송출 재개가 결정되었다. 따라서 아름방송과 SBS 계열 PP간 채널 분쟁은 3년 반 가까이 지속되었던 것으로 보이는 만큼 3년 반에 걸친 공백기를 거친 흑역사도 있었다. 가장 최근에 있는 논란 건은 SPOTV 계열 채널의 송출 중단이 대표적이다.

## HD 알뜰케이블TV
- 4-1번 - OBS경인TV
- 5-1번 - 아름방송
- 6-1번 - SBS
- 7-1번 - KBS2 경인
- 8-1번 - 롯데홈쇼핑
- 9-1번 - KBS1 경인
- 10-1번 - CJ온스타일
- 11-1번 - MBC TV
- 12-1번 - 현대홈쇼핑
- 13-1번 - EBS1
- 13-2번 - EBS2
- 14-1번 - JTBC
- 15-1번 - GS SHOP
- 16-1번 - MBN
- 17-1번 - NS홈쇼핑
- 18-1번 - tvN
- 18-2번 - ENA
- 19-1번 - TV조선
- 20-1번 - 홈앤쇼핑
- 21-1번 - 채널A
- 22-1번 - 공영쇼핑
- 23-1번 - 연합뉴스TV
- 23-2번 - 신세계쇼핑
- 24-1번 - YTN
- 24-2번 - ENA 플레이
- 25-1번 - tvN STORY
- 25-2번 - GS MY SHOP
- 26-1번 - 엣지TV
- 26-2번 - 씨네트리
- 26-3번 - 채널이엠
- 27-1번 - OCN
- 28-1번 - OCN Movies
- 28-2번 - W쇼핑
- 29-1번 - MBC에브리원
- 29-2번 - SK스토아
- 30-1번 - KBS Joy
- 30-2번 - KT알파 쇼핑
- 31-1번 - MBC 드라마넷
- 31-2번 - 쇼핑엔티
- 32-1번 - SBS 플러스
- 32-2번 - CJ온스타일+
- 33-1번 - 드라마큐브
- 33-2번 - 다문화TV
- 34-1번 - 코미디TV
- 34-2번 - TLC여행레저채널
- 35-1번 - KBS 드라마
- 35-2번 - 채널J
- 36-1번 - OCN Movies 2
- 36-2번 - 채널액션
- 37-1번 - 스크린
- 37-2번 - 채널차이나
- 38-1번 - JTBC GOLF
- 39-1번 - SBS 골프
- 40-1번 - MBC SPORTS+
- 40-2번 - MBC ON
- 41-1번 - KBS N sports
- 41-2번 - 스카이스포츠
- 42-1번 - SBS 스포츠
- 42-2번 - 빌리어즈TV
- 43-1번 - JTBC 골프&스포츠
- 43-2번 - CMC TV
- 44-1번 - FUN TV
- 44-2번 - 컬쳐플러스
- 45-1번 - Mnet
- 46-1번 - Dramax
- 47-1번 - 하이라이트TV
- 47-2번 - ONCE
- 48-1번 - JTBC2
- 49-1번 - CNTV
- 49-2번 - CH.U
- 50-1번 - 디원TV
- 51-1번 - 채널나우
- 51-2번 - 월드클래식무비
- 52-1번 - tvN DRAMA
- 52-2번 - NXT
- 53-1번 - E Like
- 53-2번 - KBS LIFE
- 54-1번 - i SHOW
- 54-2번 - 동아TV
- 55-1번 - MBC M
- 55-2번 - 아이넷TV
- 56-1번 - tvN SHOW
- 56-2번 - 히스토리 채널
- 57-1번 - E채널
- 58-1번 - K STAR
- 59-1번 - ENA 스토리
- 59-2번 - ETN
- 60-1번 - SBS funE
- 60-2번 - tvN SPORTS
- 61-1번 - GTV
- 61-2번 - 뉴트로TV
- 62-1번 - 카툰네트워크
- 63-1번 - 투니버스
- 64-1번 - 애니박스
- 64-2번 - 부메랑
- 65-1번 - 애니원
- 65-2번 - KBS 키즈
- 66-1번 - 육아방송
- 67-1번 - YTN 사이언스
- 67-2번 - 연합뉴스TV JOB
- 68-1번 - EBS 플러스 1
- 68-2번 - K-SPORTS
- 69-1번 - 바둑TV
- 69-2번 - K바둑
- 70-2번 - 생활체육TV
- 71-1번 - 한국경제TV
- 72-1번 - MTN
- 73-1번 - SBS Biz
- 73-2번 - OLIFE
- 74-1번 - FTV
- 74-2번 - 한국낚시방송
- 75-1번 - 복지TV
- 76-1번 - 방송대학TV
- 77-1번 - KTV 국민방송
- 78-1번 - 국회방송
- 79-1번 - 법률방송
- 79-2번 - NBS 한국농업방송
- 80-1번 - 산업방송 채널i
- 80-2번 - 실버아이TV
- 88-1번 - 아이넷라이프
- 89-1번 - 이벤트TV
- 90-1번 - 디스토리
- 91-1번 - 붐TV
- 94-1번 - 상생방송
- 96-1번 - 가톨릭평화방송
- 97-1번 - CTS기독교TV
- 98-1번 - BTN불교TV

## 디지털케이블 TV채널안내
- 디지털케이블TV 기본채널

| 채널 번호 | 채널명                |
| 디지털    | 채널명                |
| HD        | 채널명                |
| --------- | --------------------- |
| 0번       | 아름방송 (지역채널)   |
| 2번       | OBS경인TV HD          |
| 3번       | 홈앤쇼핑 HD           |
| 5번       | SBS HD                |
| 6번       | CJ온스타일 HD         |
| 7번       | KBS2 경인 HD          |
| 8번       | 롯데홈쇼핑 HD         |
| 9번       | KBS1 경인 HD          |
| 10번      | 신세계쇼핑            |
| 11번      | MBC TV HD             |
| 12번      | 현대홈쇼핑 HD         |
| 13번      | GS SHOP HD            |
| 14번      | JTBC HD               |
| 15번      | EBS1 HD               |
| 16번      | MBN HD                |
| 17번      | NS홈쇼핑 HD           |
| 18번      | 채널A HD              |
| 19번      | TV조선 HD             |
| 20번      | tvN HD                |
| 21번      | 공영쇼핑 HD           |
| 22번      | EBS2 HD               |
| 23번      | 연합뉴스TV HD         |
| 24번      | YTN HD                |
| 25번      | 쇼핑엔티              |
| 26번      | OCN HD                |
| 28번      | MBC every1 HD         |
| 29번      | OCN Movies HD         |
| 30번      | SK스토아              |
| 31번      | 스크린 HD             |
| 33번      | tvN DRAMA HD          |
| 34번      | KT알파 쇼핑 HD        |
| 35번      | MBC 드라마넷 HD       |
| 36번      | W쇼핑 HD              |
| 37번      | tvN STORY HD          |
| 38번      | KBS joy               |
| 39번      | 코미디TV HD           |
| 40번      | E채널                 |
| 41번      | KBS 드라마 HD         |
| 42번      | JTBC2 HD              |
| 43번      | SBS 플러스 HD         |
| 44번      | MBC ON HD             |
| 45번      | KBS 스토리 HD         |
| 46번      | ENA DRAMA HD          |
| 47번      | 드라마큐브 HD         |
| 48번      | 엣지TV HD             |
| 49번      | 채널뷰 HD             |
| 50번      | Dramax HD             |
| 51번      | FUN TV HD             |
| 52번      | TLC여행레저채널       |
| 53번      | Mnet HD               |
| 54번      | 채널이엠              |
| 55번      | 아이넷TV HD           |
| 56번      | SBS 스포츠 HD         |
| 57번      | KBS N 스포츠 HD       |
| 58번      | MBC SPORTS+ HD        |
| 62번      | IB 스포츠 HD          |
| 63번      | JTBC 골프&스포츠 HD   |
| 64번      | SKY SPORTS HD         |
| 66번      | SBS 골프 HD           |
| 67번      | JTBC GOLF HD          |
| 68번      | GOLF & PBA HD         |
| 69번      | 빌리어즈TV HD         |
| 72번      | 채널나우 HD           |
| 73번      | OCN Movies 2 HD       |
| 74번      | 채널칭(CHING) HD      |
| 75번      | 씨네프 HD             |
| 76번      | 디원TV HD             |
| 77번      | KBS 라이프 HD         |
| 78번      | K-STAR HD             |
| 79번      | CH.U                  |
| 80번      | CNTV HD               |
| 81번      | Channel J             |
| 82번      | 하이라이트 TV HD      |
| 83번      | 채널차이나 HD         |
| 84번      | 씨네트리 HD           |
| 85번      | TV조선2 HD            |
| 86번      | 채널A플러스 HD        |
| 87번      | MBN플러스 HD          |
| 88번      | 아이넷라이프          |
| 89번      | ENA HD                |
| 90번      | ENA PLAY HD           |
| 91번      | 디스토리              |
| 92번      | tvN SHOW HD           |
| 93번      | 뉴트로TV              |
| 94번      | i SHOW HD             |
| 95번      | 엣지 온               |
| 96번      | CH.WIDE HD            |
| 97번      | MBC M HD              |
| 98번      | GMTV HD               |
| 99번      | ENA STORY             |
| 100번     | 아름방송 (직사채널)   |
| 101번     | JTBC4                 |
| 102번     | SBS funE HD           |
| 103번     | 붐TV                  |
| 104번     | i play                |
| 105번     | CMC TV HD             |
| 107번     | 히스토리 HD           |
| 111번     | NBS 한국농업방송 HD   |
| 117번     | 디스커버리 채널       |
| 118번     | GTV HD                |
| 128번     | tvN SPORTS HD         |
| 129번     | E Like HD             |
| 130번     | StoryTV               |
| 131번     | 동아TV HD             |
| 133번     | 라이프타임            |
| 138번     | OGN HD                |
| 139번     | ONCE                  |
| 140번     | 카툰네트워크 HD       |
| 141번     | 투니버스 HD           |
| 142번     | 재능TV HD             |
| 143번     | 애니박스 HD           |
| 144번     | 애니플러스 HD         |
| 145번     | 캐리tv                |
| 146번     | KBS 키즈 HD           |
| 147번     | 카투니토 HD           |
| 157번     | EBS KIDS HD           |
| 158번     | JEI English TV HD     |
| 159번     | 아리랑국제방송 HD     |
| 160번     | YTN 사이언스 HD       |
| 161번     | 국악방송TV            |
| 162번     | 다문화TV              |
| 164번     | 한국낚시방송 HD       |
| 165번     | K-바둑 HD             |
| 166번     | 바둑TV HD             |
| 167번     | FTV HD                |
| 168번     | ONT HD                |
| 169번     | 오라이프 HD           |
| 170번     | 헬스메디TV HD         |
| 172번     | 실버아이TV HD         |
| 174번     | YTN2 HD               |
| 188번     | 생활체육TV            |
| 189번     | 스크린골프존          |
| 190번     | KSPORTS TV HD         |
| 191번     | Ball TV HD            |
| 192번     | MAXPORTS              |
| 193번     | RNA                   |
| 196번     | SmileTV Plus HD       |
| 209번     | TV조선3               |
| 210번     | 유로무비              |
| 211번     | ETN연예TV HD          |
| 212번     | 리얼TV HD             |
| 213번     | 월드클래식무비 HD     |
| 214번     | Mplex HD              |
| 215번     | 채널 에버             |
| 216번     | NXT                   |
| 217번     | 중화TV HD             |
| 218번     | TV아시아플러스 HD     |
| 219번     | 텔레노벨라 HD         |
| 220번     | 시네마천국 HD         |
| 221번     | 홈초이스(가이드채널)  |
| 250번     | MX                    |
| 251번     | THE M                 |
| 252번     | 이벤트TV              |
| 254번     | 육아방송 HD           |
| 255번     | 리빙TV HD             |
| 401번     | 대교어린이TV HD       |
| 402번     | EBS 플러스 1 HD       |
| 403번     | EBS 플러스 2 HD       |
| 404번     | EBS English HD        |
| 405번     | 방송대학TV HD         |
| 406번     | 채널W HD              |
| 407번     | 플레이런TV HD         |
| 413번     | 애니원 HD             |
| 414번     | 애니맥스              |
| 415번     | SBS 골프 2 HD         |
| 416번     | 엑스원 HD             |
| 420번     | CNN 인터내셔널 HD     |
| 421번     | NHK 월드 프리미엄 HD  |
| 424번     | 블룸버그TV HD         |
| 425번     | CNBC HD               |
| 429번     | CGTN HD               |
| 501번     | 매일경제TV HD         |
| 502번     | 한국경제TV HD         |
| 503번     | MTN 머니투데이방송 HD |
| 504번     | 토마토TV HD           |
| 505번     | 서울경제TV HD         |
| 506번     | 이데일리TV HD         |
| 507번     | SBS Biz HD            |
| 508번     | 팍스경제TV            |
| 520번     | 쿠키TV HD             |
| 522번     | 폴라리스TV HD         |
| 523번     | TBS TV                |
| 524번     | MBCNET                |
| 525번     | 메디컬TV              |
| 526번     | 복지TV HD             |
| 527번     | KFN TV HD             |
| 528번     | 국회방송 HD           |
| 529번     | KTV 국민방송 HD       |
| 530번     | 연합뉴스TV JOB        |
| 531번     | 법률방송              |
| 532번     | 산업방송 채널i        |
| 534번     | 시니어TV              |
| 553번     | 브레인TV HD           |
| 554번     | 마운틴TV HD           |
| 700번     | CTS기독교TV HD        |
| 701번     | CBS기독교방송 HD      |
| 702번     | 가톨릭평화방송 HD     |
| 703번     | BTN불교TV HD          |
| 704번     | 상생방송 HD           |
| 706번     | GOODTV                |
| 707번     | C채널 HD              |

## ABN 기자소개

### 보도총괄
- 김용기 부장(행정부 기자)

### 취재팀
- 김태용(행정부 기자)
- 정효중(사회부 기자)
- 홍예림(복지부 기자)
- 신예림(사회부 기자)

## 같이 보기
- 티비즈
- 딜라이브